# Chủ tịch giao hàng
Chủ tịch giao hàng là một bộ phim chiếu mạng được thực hiện bởi Trường Giang Communication và POPS Worldwide, do NSƯT Đỗ Đức Thịnh làm đạo diễn. Phim phát sóng bắt đầu từ ngày 22 tháng 12 năm 2022 và kết thúc vào ngày 19 tháng 1 năm 2023 trên kênh YouTube Trường Giang.

## Nội dung
Chủ tịch giao hàng xoay quanh nhân vật chính là Bùi Ban Bường (Trường Giang). Bường tốt nghiệp đại học, kiếm sống bằng nghề giao hàng nhưng liên tục mất việc, không có tiền vì tính bao đồng, ngờ nghệch lại hậu đậu. Tuy cuộc sống khó khăn nhưng khi gọi điện về quê cho mẹ, Bường lại nói mình là một doanh nhân thành đạt, sống giàu sang, quyền thế. Một ngày tình cờ, Bường thực sự được mời ngồi vào ghế chủ tịch của một tập đoàn, bất chấp cái giá phải trả có thể rất đắt, anh đồng ý làm chủ tịch vì "cám dỗ" của đồng tiền. Và từ đó những câu chuyện dở khóc dở cười ra đời.

## Diễn viên[4]
- Trường Giang trong vai Bùi Ban Bường[5]
- Trần Tiểu Vy trong vai Đỗ Kim Khánh[6][7]
- Phát La trong vai Lý Văn Trung
- Đại Nghĩa trong vai Ông Long
- Khả Như trong vai Cô Lệ[8]
- Hieuthuhai trong vai Hồ Việt Tùng[9][10]
- Hồng Đào trong vai Mẹ Bường
- Tạ Minh Tâm trong vai Ông Hải Hoàng
- Ngô Kiến Huy trong vai Trọng
- Võ Tấn Phát trong vai Côn đồ 1
- Lê Nhân trong vai Côn đồ 2
- Xuân Nghị trong vai Quản lí công ty giao nhận
- Duy Khánh ZhouZhou trong vai Trợ lý trong mơ
- Nhã Phương trong vai Cô lao công[11]
- Đỗ Đức Thịnh trong vai Ông bán nước mía
- Thanh Thúy trong vai Bà bán nước mía
- Gin Tuấn Kiệt trong vai Anh bán bánh tráng
- Puka trong vai Em gái bán bánh tráng
- Kiều Minh Tuấn trong vai Ông gác mộ
- Hà Hiền trong vai Nhà tạo mẫu tóc
- Minh Dự trong vai Cậu út
- Ngọc Hoa trong vai Chị Duyên
- Quốc Khánh trong vai Khoa
- Liêu Hà Trinh trong vai Biên tập viên
- Cris Phan trong vai Giám đốc nhân sự
- Hữu Đằng trong vai Cổ đông
- Nam Thư trong vai Lệ Giang
- Duy Khương trong vai Chú xe ôm
- Micka Chu trong vai Bà Jennifer

Cùng một số diễn viên khác...

## Ca khúc trong phim
| STT | Nhan đề                           | Sáng tác     | Trình bày    | Thời lượng |
| --- | --------------------------------- | ------------ | ------------ | ---------- |
| 1.  | "Không nhất thiết phải cùng nhau" | Trường Giang | Anh Tú Atus  | 6:13       |
| 2.  | "Vợ anh số 2"                     | Trường Giang | Trường Giang | 3:12       |

## Giải thưởng
| Năm  | Giải thưởng               | Hạng mục                                             | (Người) đề cử | Kết quả   | Tham khảo     |
| ---- | ------------------------- | ---------------------------------------------------- | ------------- | --------- | ------------- |
| 2023 | Giải thưởng Ngôi Sao Xanh | Phim Web Drama hay nhất                              | —             | Đoạt giải | [ 12 ] [ 13 ] |
| 2023 | Giải thưởng Ngôi Sao Xanh | Nam diễn viên xuất sắc nhất hạng mục Web Drama       | Trường Giang  | Đoạt giải | [ 12 ] [ 13 ] |
| 2023 | Giải thưởng Ngôi Sao Xanh | Nam diễn viên được yêu thích nhất hạng mục Web Drama | Trường Giang  | Đoạt giải | [ 12 ] [ 13 ] |
| 2023 | Giải thưởng Ngôi Sao Xanh | Nam diễn viên được yêu thích nhất hạng mục Web Drama | Hieuthuhai    | Đề cử     | [ 14 ]        |